# República Lígure
A República Lígure ou República Liguriana (em italiano: Repubblica Ligure) foi um protectorado da França, fundado por Napoleão Bonaparte em 14 de junho de 1797. Consistia no território da antiga República de Gênova, que abrangeu a maior parte da região da Ligúria, a noroeste da península Itálica. Em junho de 1805, a área foi anexada directamente pela França e dividida em três departamentos, Montenotte, Gênova e Apeninos. 
Após a queda de Napoleão em 1814, a república foi restaurada por um curto período entre 28 de abril e 28 de julho do mesmo ano. Na sequência do Congresso de Viena, foi adjudicada ao Reino da Sardenha, e anexada em 3 de janeiro de 1815. A República Lígure utilizou a tradicional bandeira genovesa, uma cruz vermelha sobre um fundo branco.
Seu primeiro e último Doge foi Girolamo Luigi Durazzo.